# Kerkbuurt (Marken)
Kerkbuurt is een buurtschap in de gemeente Waterland, in de Nederlandse provincie Noord-Holland. Het is een van de buurtschappen die de leef- en- woongemeenschap van het voormalig eiland Marken vormen.
Kerkbuurt vormt samen De Kets en de Havenbuurt het centrum van Marken. Kerkbuurt is het oorspronkelijke centrum. Kerkbuurt is gelegen tussen De Kets, Havenbuurt, Minnebuurt en Wittewerf in. Kerkbuurt omvatte van oorsprong één terp, die een werf wordt genoemd. Deze terp was ooit de Monnikenwerf. Deze was vernoemd naar de hoofdkern, ook meer dan waarschijnlijk een terp in de nabijheid van het latere Kerkbuurt, die werd bewoond door monniken die zich er in de 13e eeuw vestigden. Deze monniken kwamen van het klooster Mariëngaarde in Friesland. Na het verlaten van de monniken raakte het eiland al snel in verval. In de 15e eeuw wordt er een nieuwe werf neergelegd die vernoemd werd naar de monniken. In 1470 wordt deze terp voor het eerst genoemd. De terp zou ook een van de eerste werven zijn die dan werden opgegooid. De meeste werven van Marken dateren van tussen het einde van de 15e eeuw en de 18e eeuw.
Uiteindelijk werd er een kerk gebouwd op de terp. Zo werd het uiteindelijk de Kerkbuurt. De huidige Hervormde Kerk dateert van 1904. Kerkbuurt breidde ook serieus uit rond en na de bouw van de Hervormde Kerk en beslaat sindsdien ook meer dan alleen de bewoning van de oude terp. Het Zereiderpad verbindt Kerkbuurt met de zuidelijke werven. Meer dan waarschijnlijk verbond dit pad Monnikenwerf met het oudere Kloosterwerf, een werf die grotendeels nog echt van monniken zou zijn geweest. De Kloosterwerf is uiteindelijk net als een aantal andere terpen door de Zuiderzee verzwolgen. Later is het pad de zuidelijke bewoonde werven met elkaar gaan verbinden. De oude kern is net als veel van de werven op Marken vrij dichtbebouwd en de meeste huizen dateren van de 18e en 19e eeuw. In zes historische visserswoningen midden in Kerkbuurt is het Marker Museum gehuisvest.

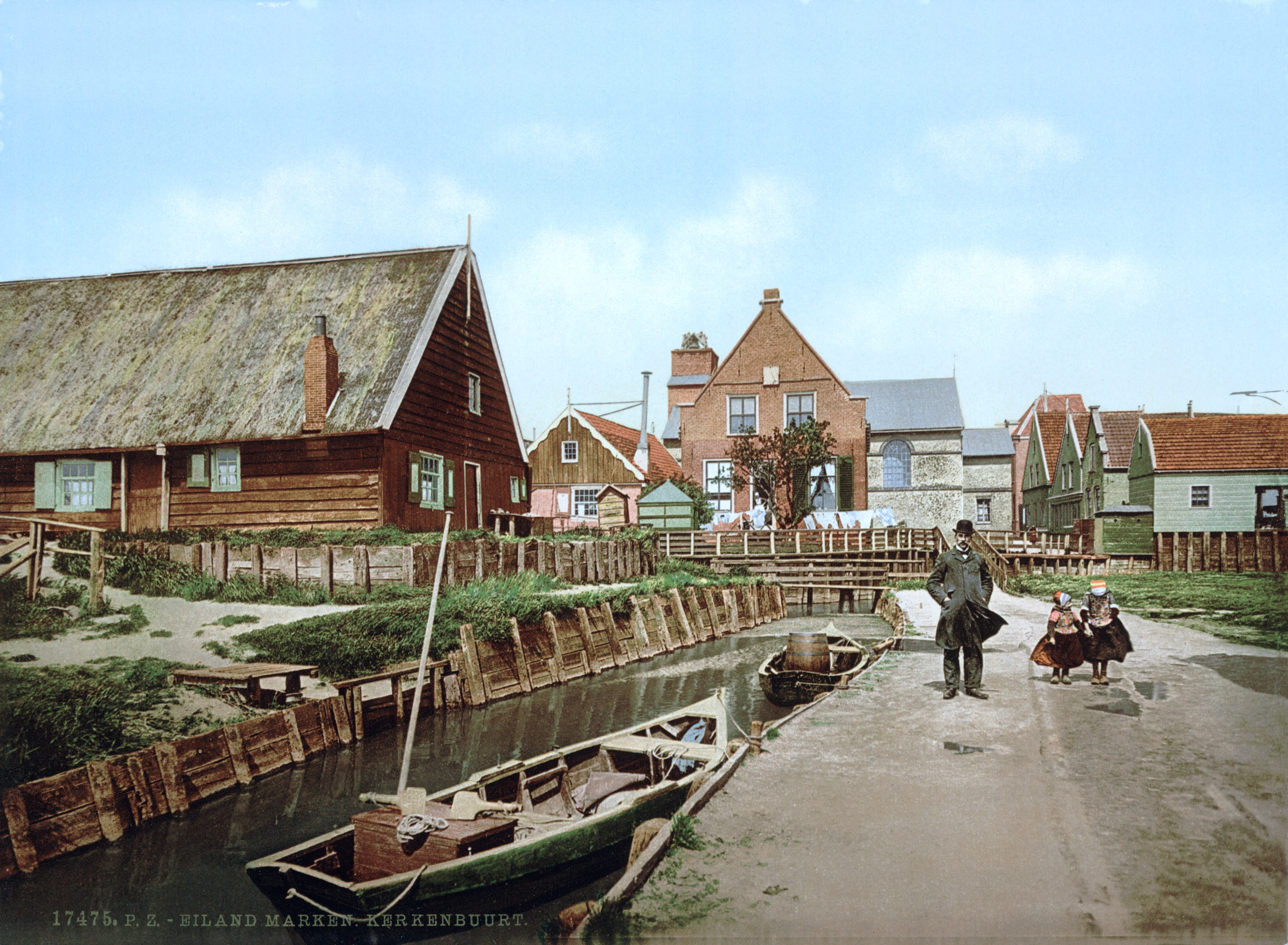
Kerkbuurt rond 1890/1900

Stad: Monnickendam

Dorpen en gehuchten: Broek in Waterland · Ilpendam · Katwoude · Marken · Purmer (De Purmer) (deels) · Uitdam · Watergang · Zuiderwoude

Buurtschappen: Achterdichting · De Kets · Grotewerf · Havenbuurt · Het Schouw (deels) · Kerkbuurt · Minnebuurt · Moeniswerf · Overleek · Rozewerf · Wittewerf · Zedde

Noord-Holland: Steden en dorpen in Noord-Holland      Nederland: Provincies · Gemeenten